# Depreissia myrmex
Espèce
Depreissia  myrmex est une espèce d'araignées aranéomorphes de la famille des Salticidae.

## Distribution
Cette espèce se rencontre au Congo-Kinshasa et en Ouganda.

## Description
Le mâle holotype mesure 3,2 mm.
Cette araignée est myrmécomorphe.
La carapace du mâle décrit par Wesołowska en 1997 mesure 1,4 mm sur 0,8 mm et l'abdomen 1,4 mm de long sur 0,8 mm.

## Systématique et taxinomie
Cette espèce a été décrite par Lessert en 1942.

## Étymologie
Son nom d'espèce lui a été donné en référence à sa forme.

## Publication originale
- Lessert, 1942 : « Araignées myrmécomorphes du Congo belge. » Revue suisse de zoologie, vol. 49, no 2, p. 7-13 (texte intégral).